# Nabój .38 Super
.38 Super (.38 Super Auto, .38 Super ACP, .38 Super +P, Super 38) – amerykański nabój pistoletowy produkowany od lat 20. XX w. Pod względem wymiarów zewnętrznych jest identyczny ze starszym nabojem .38 ACP, ale z powodu wytwarzania przy strzale znacznie wyższego ciśnienia maksymalnego jest z nim niezamienny.